# ガイ・ストックウェル
ガイ・ストックウェル（Guy Harry Stockwell、1933年11月16日 - 2002年2月6日）は、アメリカ合衆国の俳優。身長183センチ。
ニューヨーク出身。父親は俳優のハリー・ストックウェル、母親は女優・歌手のニーナ・オリヴェット、弟は個性派俳優のディーン・ストックウェルである。主にB級映画やテレビドラマを中心に出演した。
2002年2月6日、68歳で死去。
俳優としての特徴
弟のディーン・ストックウェルは子役俳優として売れていたが、兄である彼は成人後に俳優を志した。『コンバット！』や『ボナンザ』等の数多のテレビ・シリーズにゲスト出演したが、映画俳優としては鳴かず飛ばずだった。
1960年代の初頭からスペインで西部劇が製作される様になると、ハリウッド俳優もこぞって海を渡った。彼も｢ゾロ西部劇｣と呼ばれるイタリアとスペイン合作の『ゾロの三本の剣』（1962年/未ソフト化）に主役として起用されるが、共演者はイタリアとスペインの混成だった。監督は初期のマカロニ・ウエスタンの代表作であるリチャード・ハリスン主演の『赤い砂の決闘』（1963年）を手掛けたリカルド・ブラスコだった。
1960年代半ばからはハリウッドのユニヴァーサル映画、フランクリン・J・シャフナー監督の『大将軍』（1965年）に抜擢され、この起用にはチャールトン・ヘストンの推薦もあったと言われる。その後もユニヴァーサル映画のアーサー・ヒラー監督作品『トブルク戦線』（1966年）ではロック・ハドスンとジョージ・ペパードの二大スターの主演だったが、二重スパイ役として印象を残し、同年のデーヴィッド・ローウェル・リッチ監督の西部劇『シャイアン砦』、アンソニー・フランシオサ主演の戦争物『魚雷特急』（1968年）の大役に起用され、往年の名作をリメイクした『ボー・ジェスト』（1966年）では主役を演じたが、ダグ・マクルーアやテリー・サヴァラス、レスリー・ニールセンと言った実力派俳優の前では、その個性は霞んでしまった。
映画スターとしてのピークは1960年代末までで、以後は主に数多くのテレビ・シリーズのゲスト出演や低予算映画に出演したが、チャールトン・ヘストン主演の『エアポート75』（1974年）と言った大作の端役にも起用された。
晩年は作品に恵まれなかったが、アレハンドロ・ホドロフスキー監督のメキシコとイタリアの合作映画『サンタ・サングレ』（1989年）等にも出演している。映画スターとしては短期間ながらも花咲いたが、弟のディーンの息の長い活動とは対照的な俳優人生だった。

## 主な出演作品
- 育ちゆく年 The Green Years (1946) クレジットなし
- 恋の売り込み作戦 Ask Any Girl (1959) クレジットなし
- 悪いやつ The Beat Generation (1959) クレジットなし
- 奥様の裸は高くつく The Gazebo (1959) 声のみ、クレジットなし
- ママは腕まくり Please Don't Eat the Daisies (1960) クレジットなし
- Adventures in Paradise (1961 - 1962) テレビドラマ
- The Richard Boone Show (1963 - 1964) テレビドラマ
- 大将軍 The War Lord (1965)
- 目かくし Blindfold (1965)
- シャイアン砦 The Plainsman (1966)
- ボー・ジェスト Beau Geste (1966)
- トブルク戦線 Tobruk (1967)
- 夜の誘惑 Banning (1967)
- 王者の海賊 The King's Pirate (1967)
- Insight (1967 - 1969) テレビドラマ
- 魚雷特急 In Enemy Country (1968)
- 偽装!?自家用機遭難 The Sound of Anger (1968) テレビ映画
- ガトリング砲 The Gatling Gun (1971)
- 悪魔の赤ちゃん It's Alive (1974)
- 実録!UFO大接近/消えた412ジェット機隊 The Disappearance of Flight 412 (1974) テレビ映画
- エアポート'75 Airport 1975 (1974)
- 魔女の棲む街 Burned at the Stake (1981)
- ナイトライダー Kinght Rider (1983) (シーズン1#19,シーズン2#5) テレビドラマ
- ジェシカおばさんの事件簿 Murder, She Wrote (1987 - 1990) テレビドラマ
- リンダ・ブレアのグロテスク Grotesque (1988)
- サンタ・サングレ/聖なる血 Santa Sangre (1989)
- ジェシカ〜幼児転落・奇跡の脱出 Everybody's Baby: The Rescue of Jessica McClure (1989) テレビ映画